# Kübra Çalışkan
Kübra Çalışkan (née Akman le 13 octobre 1994 à Osmangazi) est une joueuse de volley-ball turque. Elle mesure 1,97 m et joue au poste de centrale. Elle totalise 56 sélections en équipe de Turquie.

## Clubs
| Club               | De        | À         |
| ------------------ | --------- | --------- |
| Nilüfer Belediye   | 2006-2007 | 2012-2013 |
| Vakıfbank İstanbul | 2013-2014 | …         |

## Palmarès

### Équipe nationale
- Championnat d'Europe
  - Finaliste : 2019.
- Ligue européenne
  - Vainqueur : 2014[1]
- Jeux européen
  - Vainqueur : 2015[2]
- Championnat du monde des moins de 23 ans
  - Finaliste : 2015.
- Championnat d'Europe des moins de 20 ans
  - Vainqueur : 2012.
- Championnat du monde des moins de 18 ans
  - Vainqueur : 2011[3]
- Championnat d'Europe des moins de 18 ans
  - Vainqueur : 2011.

### Clubs
- Championnat du monde des clubs
  - Vainqueur : 2013, 2017, 2018.
- Ligue des champions
  - Vainqueur : 2017, 2018.
  - Finaliste : 2014, 2016.
- Championnat de Turquie
  - Vainqueur : 2014, 2016, 2018, 2019.
  - Finaliste : 2015.
- Coupe de Turquie
  - Vainqueur : 2014, 2018.
  - Finaliste : 2011, 2015, 2017.
- Supercoupe de Turquie
  - Vainqueur: 2013, 2014, 2017.
  - Finaliste : 2015, 2018, 2019, 2020.

### Distinctions individuelles
- Ligue européenne de volley-ball féminin 2014: MVP.
- Championnat du monde de volley-ball féminin des moins de 23 ans 2015: Meilleure centrale[4].
- Championnat du monde des clubs de volley-ball féminin 2017 : 2e meilleure centrale[5]